# 八島陵

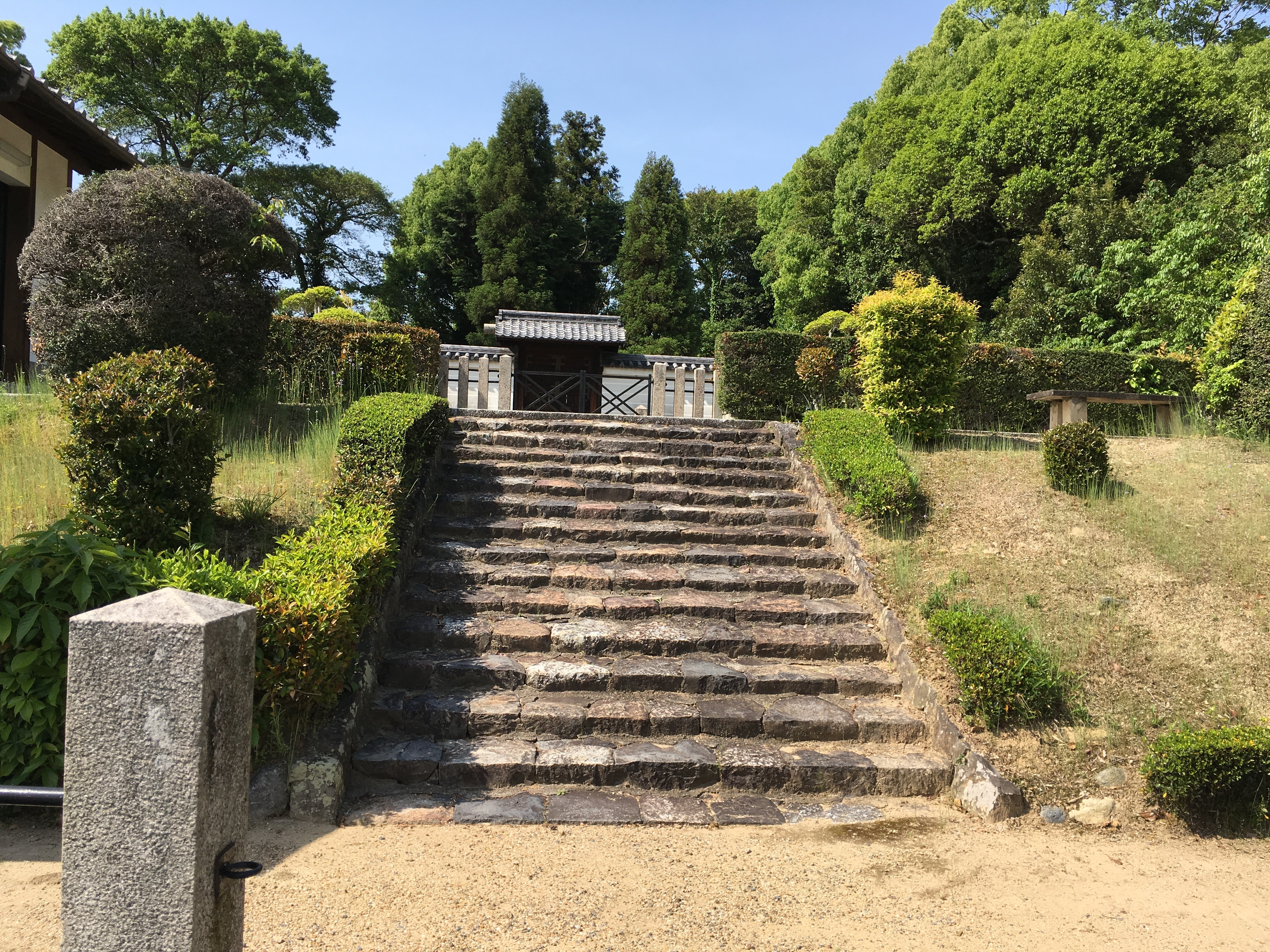
参道下より

八島陵（やしまのみささぎ、やしまりょう）は、奈良県奈良市八島町にある早良親王の陵。八嶋陵とも記され、また親王が崇道天皇と追尊されたことより、崇道天皇陵とも呼ばれる。文久年間に治定された。

## 構造
陵域は延喜式の諸陵式によると「東西五町、南北四町、守戸二烟」、『奈良県報告』第8回御陵墓表によると「東西壱町壱分弐厘、南北参八間壱分七厘」と記されている。形状はやや楕円形で、周辺には方形の土塀が廻り、松や広葉樹が繁茂するため遠目には方形墳のように見える。「陵墓要覧」では円墳と分類されている。

### 八島陵前石室古墳

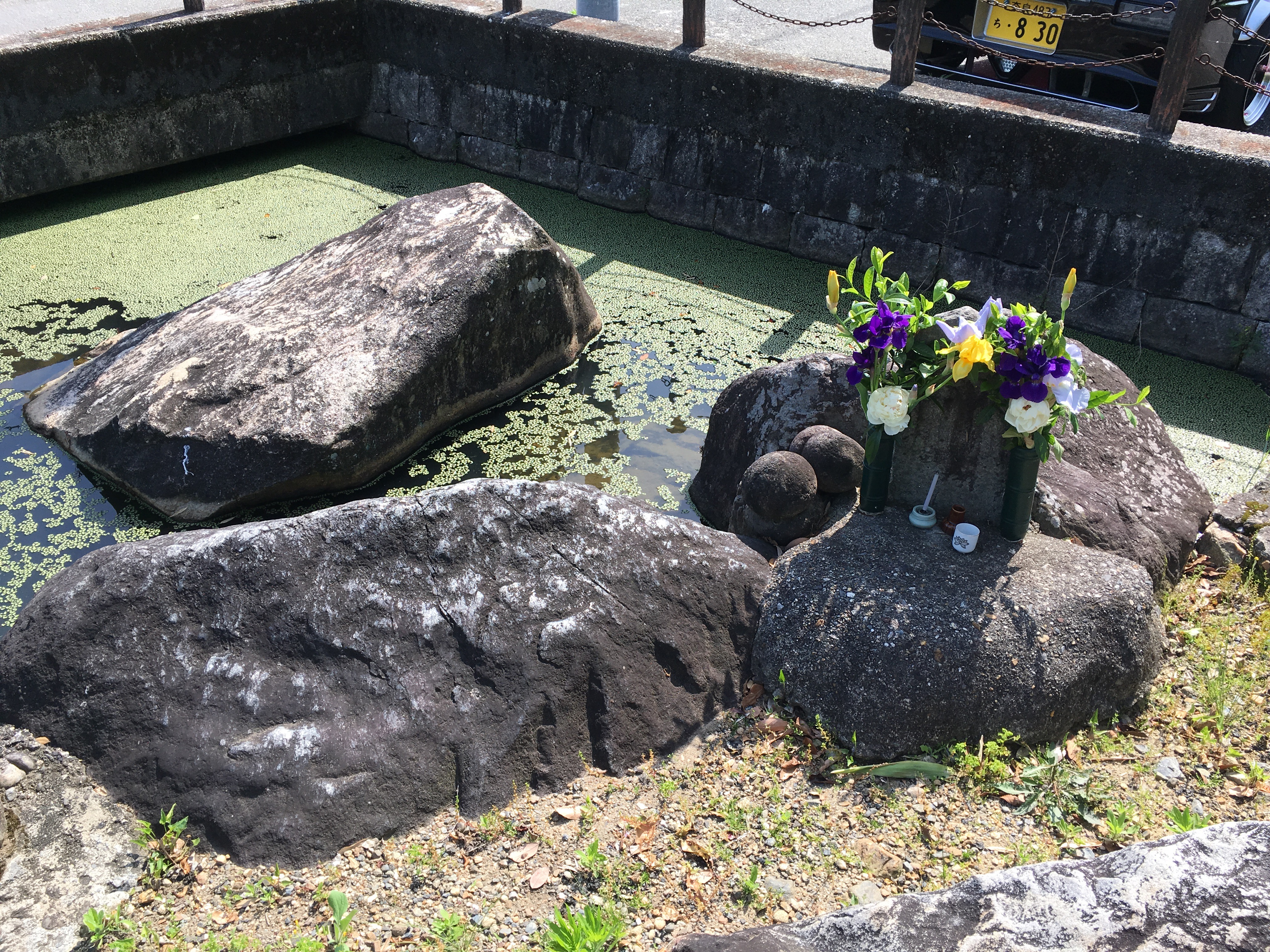
八つ石

陵直前の道路内に、封土が失われ大型自然石の横穴式石室天井石が露出した古墳がある。規模は南北長さ約7m、幅約3m。近隣ではこの巨石群は八つ石と呼ばれており、言い伝えでは早良親王が淡路国での死に際し石を9つ投げ、落ちたところに葬って欲しいと告げて絶命した。それらのうち8つがこの地で見つかり、親王の陵が当地で造営されたと伝わる他、一説には八島の地名の由来ともなったとされる。しかし実際には、古墳時代後期の造営と見られ、早良親王とは直接の関係はないようである。石を取り除こうとすると工事関係者が死んだり病で倒れたりしたと言われ、祟りがあるとの伝承がある。

## 歴史
早良親王は藤原種継暗殺に連座した疑いを受け、延暦4年（785年）に廃嫡、淡路国に配流の途上、35歳で薨去された。屍は淡路に送られ、最初の墓は淡路に造営されたが、霊が祟りをなしたと恐れられたため、延暦19年（800年）に崇道天皇と追尊され、淡路の墓も山陵とし、淡路国津名郡の戸2烟に守らせたという。さらに延暦24年（805年）、改葬司を任じて八島陵への改葬が執り行われた。
寛永4年（1627年）の『宗国史』によると、八島の地には崇道天皇社と宮寺があったと記されている。この宮寺は八島寺であったとされ、近世はこれらの社寺が八島陵の現在地及び周辺を占めていた。『明治34年（1901年）添上郡郷村社神社祭神由緒調書』に古図の写しが含まれており、そちらには八島陵の位置に拝殿・鳥居・社殿等、その西南に薬師堂・十羅刹跡・宮坊・土蔵などが描かれている。明治以降これらの寺社は移築あるいは廃され、現在の御陵が整備された。

### 崇道天皇社
1886年（明治19年）の移築まで、現在の八島陵中心部に祀られていた。慶応元年（1865年）、この敷地が崇道天皇陵であると判明するまで、近傍12ヶ村の郷社として信仰を集めた。毎年8月には降雨を祈願しての一会が催され、法楽芸能として相撲や田楽猿楽、踊り念仏などが郷民により奉納されたが、見物人の重みで仮屋の屋根が崩れた事もあるほど、群衆で賑わったという。
本殿は式年造替に伴って春日大社の本殿を移築したものであったが、1886年、御陵の整備に伴い崇道天皇社は近傍の嶋田神社と合祀され、本殿も嶋田神社本殿として移築された。

### 八島寺
1875年（明治8年）に廃寺となるまで八島陵の西北にあり、八島陵前の八つ石にちなんで八石山と号し、東西およそ23.6m、南北およそ41.5mの寺地を有していた。往古は八島の北、藤原村（現奈良市藤原町）の大門、堂ノ前等の字名を持つ地域にあったと伝わる。
早良親王の霊を鎮めるために建立された寺であり、延暦19年7月勅使を淡路国に派遣し、早良親王の遺骨を分けて添上郡今木庄（読み：いまきのしょう。現在の古市町）の南にあった大和国八島寺に奉納したとの記録が残る。別伝には延暦25年（806年）に、山階の地に八島寺を建立したとの記録もあり、別称として山階寺を挙げる記録も残る。弘仁5年（814年）には、八島寺で1本の茎から18本の稲穂が出たという瑞祥が記録されている。本尊は薬師如来座像を安置していたと伝わる。また八島寺にあったとみられる古い涅槃図が今日まで個人蔵として伝わるが、絹本著色で縦164cm、横118.5cmの大きなもので、箱に「八石山八嶌寺常什物」と記されており、裏書には享保7年（1732年）に改装されたと記されている。
明治になると廃仏毀釈の嵐の中八島寺も廃され、毘沙門天像が300円で売りに出された。この売上を元に昭和期に入って公民館と毘沙門堂が整備され、新しい毘沙門天像も買い入れられたと伝わる。

## 周辺の崇道天皇神社
近傍の町内には崇道天皇神社と名乗る小社がいくつか鎮座しており、八島陵内にかつて存在した崇道天皇社から勧請されて成立したものと見られる。いずれも主祭神として早良親王を祀る。旧社のあった八島町及びこれらの小社のある町は全て中世の八島郷に含まれていたようである。

### 出屋敷町 崇道天皇神社
760平方メートルの境内東方に石鳥居があり、西に進むと南面する本殿が見える。本殿のみで境内社はない。周辺は境内にすぐ隣接して住宅地となるが、境内にはまだ多くの樹木が残り、遠方からでも森を望むことができる。玉垣外に一対の石灯籠があり、「天明元年（1781年） 崇道天王 清水永井」と刻まれている。玉垣内の石灯籠、狛犬は1919年（大正8年）製。

### 神殿町 崇道天皇神社
本殿は銅板葺で南面し、各部の金具はりっぱな造りになっている。古くから雨の神として信仰され、江戸期末の絵馬が残されている。境内社として天児屋根命が祀られている他、本殿築地の外、拝殿の南の東側には稲荷神社もあり、保食神を祀っている。稲荷の北には地蔵堂が安置され、小さな石仏が壇上に並ぶ。堂の傍らには五輪塔の火輪、蓮座等が置かれているが、隣接する神殿町公民館はかつて安養寺と呼ばれる寺院であったため、その遺物と思われる。

### 北永井町 崇道天皇神社
本殿は南面し、左右に市杵島神社（市杵島姫命）と八阪神社（素戔嗚命）が鎮座している。他に拝殿、土蔵等があり、境内はかなり広く、拝殿南の境内地にはすべり台など遊具が設けてある。宮座は元、東・中・西など五座があったが、のちに本当屋・平当屋・新当屋などを中心に祭事が行われ、それも次第に簡略化されている。